# Christina Jewelry–Kuma
Christina Jewelry-Kuma p/b Officine Mattio (UCI код: CJK)  — датская профессиональная континентальная команда UCI по шоссейному велоспорту.

## История команды
Команда Christina Jewelry-Kuma p/b Officine Mattio была основана в 2015 году под названием Team Soigneur–FBL как любительский коллектив.
В 2016 году она перешла на профессиональный уровень, став частью континентальных туров UCI под именем Copenhagen Pro Cycling.
С 2017 года, после заключения спонсорских соглашений с ювелирной компанией Christina Jewelry и брендом Kuma, команда получила своё текущее название.
Основная цель коллектива — развитие молодых датских и скандинавских велогонщиков, а также участие в европейских гонках категорий 2.2 и 1.2.
В 2017 году команда выступала на велосипедах BMC.

## Руководство
| Должность                      | ФИО                      |
| ------------------------------ | ------------------------ |
| Менеджер                       | Кристиан Брандт Педерсен |
| Спортивный директор            | Филип Нильсен            |
| Помощник спортивного директора | Оливер Сахманн Хансен    |
| Помощник спортивного директора | Кристиан Брандт Педерсен |
| Помощник спортивного директора | Флемминг Фискер          |
| Помощник спортивного директора | Элиас Хеллесков Буск     |
| Помощник спортивного директора | Стиг Хеммингсен          |
| Помощник спортивного директора | Поул Линдберг            |

## Спонсоры и инфраструктура
Генеральным спонсором команды выступила датская ювелирная компания Christina Jewelry.
Техническую поддержку обеспечивала Officine Mattio — итальянский производитель велосипедов. Сотрудничество с Officine Mattio позже расширилось: в 2024 году бренд стал техническим партнёром женской команды BePink.
Аббревиатура «p/b» в названии команды соответствует английскому «powered by» (с англ. — «под управлением»).

## Рейтинги UCI
В таблицах ниже представлены рейтинги команды по итогам различных туров, а также её лучший гонщик в личном зачёте.
| Европейский тур UCI | Европейский тур UCI | Европейский тур UCI      | Европейский тур UCI |
| Год                 | Командный рейтинг   | Лучший гонщик в рейтинге |                     |
| ------------------- | ------------------- | ------------------------ | ------------------- |
| 2017                | 108-й               | Даниэль Криста (598-й)   |                     |
|                     |                     |                          |                     |
| Источник: UCI       |                     |                          |                     |

| Азиатский тур UCI | Азиатский тур UCI | Азиатский тур UCI          | Азиатский тур UCI |
| Год               | Командный рейтинг | Лучший гонщик в рейтинге   |                   |
| ----------------- | ----------------- | -------------------------- | ----------------- |
| 2017              | 86-й              | Фредрик Людвигссон (451-й) |                   |
|                   |                   |                            |                   |
| Источник: UCI     |                   |                            |                   |

| Мировой рейтинг UCI | Мировой рейтинг UCI | Мировой рейтинг UCI      | Мировой рейтинг UCI |
| Год                 | Командный рейтинг   | Лучший гонщик в рейтинге |                     |
| ------------------- | ------------------- | ------------------------ | ------------------- |
| 2017                | -                   | Даниэль Криста (955-й)   |                     |
|                     |                     |                          |                     |
| Источник: UCI       |                     |                          |                     |

## Предыдущие сезоны
| Состав 2017                    | Состав 2017      | Состав 2017                          | Состав 2017 |
| Гонщик                         | Дата рождения    | Предыдущая команда                   |             |
| ------------------------------ | ---------------- | ------------------------------------ | ----------- |
| Hampus Anderberg (1 янв–1 июл) | 25 мая 1996      | ColoQuick-Cult (2016)                |             |
| Филип Бенгтссон                | 17 сентября 1995 |                                      |             |
| Marcus Bonlykke                | 4 октября 1995   |                                      |             |
| Mads Corell                    | 11 февраля 1996  | Giant Scatto U23 (2016)              |             |
| Даниэль Криста                 | 19 января 1991   | Tusnad (2016)                        |             |
| Мортен Гадгор (4 апр–31 дек)   | 22 мая 1991      | Christina Jewelry Pro Cycling (2016) |             |
| Maximilian Hoffman             | 26 февраля 1997  | ColoQuick-Cult (2016)                |             |
| Morten Høberg                  | 8 марта 1988     |                                      |             |
| Mathias Lindberg               | 21 ноября 1992   |                                      |             |
| Christian Lindquist            | 5 августа 1997   | Amager Cykle Ring (2015)             |             |
| Фредрик Людвигссон             | 28 апреля 1994   | Giant-Alpecin (2016)                 |             |
| Jonas Nordkroggaard            | 3 июня 1994      | Designa Køkken-Knudsgaard (2013)     |             |
| Фредерик Вилманн               | 17 июля 1985     | ColoQuick-Cult (2016)                |             |
|                                |                  |                                      |             |
| Источник: ProCyclingStats      |                  |                                      |             |

| Победы | Победы | Победы | Победы     | Победы | Победы |
| Дата   | Гонка  | Кат.   | Победитель |        |        |
| ------ | ------ | ------ | ---------- | ------ | ------ |

| Состав 2016                                 | Состав 2016   | Состав 2016        | Состав 2016 |
| Гонщик                                      | Дата рождения | Предыдущая команда |             |
| ------------------------------------------- | ------------- | ------------------ | ----------- |
|                                             |               |                    |             |
| Источники: ProCyclingStats Cycling Archives |               |                    |             |

| Победы | Победы | Победы | Победы     | Победы | Победы |
| Дата   | Гонка  | Кат.   | Победитель |        |        |
| ------ | ------ | ------ | ---------- | ------ | ------ |

| Состав 2015   | Состав 2015   | Состав 2015        | Состав 2015 |
| Гонщик        | Дата рождения | Предыдущая команда |             |
| ------------- | ------------- | ------------------ | ----------- |
|               |               |                    |             |
| Источник: UCI |               |                    |             |

| Победы | Победы | Победы | Победы     | Победы | Победы |
| Дата   | Гонка  | Кат.   | Победитель |        |        |
| ------ | ------ | ------ | ---------- | ------ | ------ |